# 425442 Eberstadt
425442 Eberstadt este o planetă minoră (asteroid), cu un diametru de 2,164 km, din centura de asteroizi. A fost descoperită pe 7 martie 2010 la Frankfurt-Bergen-Enkheim⁠(d) de Uwe Süßenberger⁠(d) și a fost numită după Eberstadt⁠(d). 
Obiectul prezintă o orbită caracterizată de o semiaxă mare de 3,0104987535845 UAi, o excentricitate de 0,23, o înclinație de 8,1 ° în raport cu ecliptica.